# Franco martinicano
El franco martinicano o bien franco de Martinica fue la moneda de curso legal de la isla de Martinica hasta 1961. Se subdivide en 100 céntimos. Las monedas del franco francés circuló junto con los billetes emitidos específicamente para Martinica entre 1855 y 1961 y luego fueron publicados billetes para Guadalupe, Guayana Francesa y Martinica, referidos colectivamente como franco de las Antillas francesas entre 1961 y 1975.

## Historia
A principios del siglo XVII los franceses se habían establecido en las islas antillanas menores, iniciando en los extremos noroeste y sudeste de la isla de San Cristóbal en 1625 —la isla entera había sido de los ingleses desde 1623 y luego solo el centro insular, en donde circularían las monedas de la libra esterlina— y las primeras libras francesas fueron traídas por los incipientes colonizadores.
Continuaron poblándola a pesar de la batalla con los españoles en 1629, año en que también algunos colonizaron un tercio de la isla de Santa Cruz —dividida entre ingleses y neerlandeses en 1625, luego quedó dividida entre tres y finalmente los ingleses los expulsaron a los otros dos hacia 1645— y otros devinieron en bucaneros. También se establecieron en la parte nororiental de la isla de San Martín desde 1631 —la parte noroccidental era inglesa y el sur de los neerlandeses— hasta 1633, cuando toda la isla fue ocupada por los españoles y adonde circularon oficialmente los reales novohispanos.
Después conquistaron las islas de Martinica y Guadalupe en 1635, y todo el norte de la isla San Martín desde 1648 —ya que el sur se recolonizó con neerlandeses y adonde circularían los rijksdaalders o táleros imperiales de la metrópoli— en el mismo año que colonizó las islas de Marigalante, La Deseada y de Los Santos y también se anexionaron las pequeñas islas de Petite Terre (aunque recién fueran pobladas en 1770) y en donde circularon las libras francesas pero con los años comenzarían a escasear.
En 1717 por primera vez se acuñaron las monedas de la libra de las Colonias Francesas americanas que circularon en Martinica y además en la sudamericana Guayana francesa y en la colonia norteamericana de la Nueva Francia, también en la caribeña Saint-Domingue y en las otras islas antillanas menores de Granada, Santa Lucía, Dominica, Guadalupe, Marigalante, La Deseada, Los Santos, San Bartolomé y el norte de la isla de San Martín. Las islas de San Vicente y las Granadinas fueron colonizadas recién en 1719.
La libra colonial americana circuló en Martinica hasta 1731, año en que se acuñaron las primeras monedas de plata de la libra de las Islas de Barlovento para todas las Antillas Francesas (Îles du Vent, en francés) con ceca de La Rochelle.
Los británicos usurparon nuevamente la parte francesa de la isla de San Martín en 1734, por lo que circuló el chelín colonial «de la rosa americana» o «de Hibernia» hasta 1748, año que fue devuelta a los franceses tras el Tratado de Aquisgrán, por lo que volvió a circular en esta porción de isla la libra colonial de Barlovento, y se usaron en casi todas las islas antillanas francesas hasta 1761, fecha de la usurpación británica, en donde separadamente y en distintos años se contramarcaron reales españoles coloniales y reales luso-brasileños para crear variadas monedas isleñas.
La isla de Martinica usurpada por los británicos en 1761, crearon en 1762 resellos de ocupación aunque fueron devueltas a los franceses por el Tratado de París en 1763, pero por la emergencia monetaria francesa continuaron con la misma modalidad hasta 1765 y luego en 1770 a 1772. Por el mismo tratado los franceses habían perdido las tres provincias norteamericanas de Nueva Francia a favor de los británicos y en donde pasarían a circular los chelines coloniales «voce-populi» y las escasas libras esterlinas. A favor de los españoles había sido la Luisiana en donde circularon los reales del Virreinato de Nueva España, que extraoficialmente también se usaban en todas las colonias europeas.
En Martinica siguieron circularon las monedas de la libra franco-americana que se utilizaron hasta 1794, por ser proclamada la Primera República francesa que comenzaría a mandar las monedas del nuevo franco, distribuyéndolas por todas las colonias americanas, suplantando a las del Antiguo Régimen, hasta que debido a la propagación de las guerras revolucionarias francesas, comenzarían a escasear.
Durante la segunda usurpación británica de la isla Martinica se crearon nuevos resellos de ocupación en 1794 pero cuando se la devolvieron a los franceses en 1802 y por la antedicha emergencia monetaria, continuaron usando las mismas e hicieron hasta 1809 resellos propios sobre monedas de oro luso-brasileñas. Durante la tercera ocupación británica de Martinica, conjuntamente con otras islas, comenzaron a usar los resellos de ocupación de Guadalupe y dependencias en 1811 y circularon hasta 1815.
Luego de las guerras napoleónicas y la Restauración borbónica en Francia, comenzó a usarse nuevamente el franco francés hasta que volvieron a acuñarse monedas generales de la América francesa en 1825 pero esta vez con el nuevo nombre de franco de las Colonias Francesas americanas, aunque solo circularon en los remanentes que le quedaba en el continente que eran las islas de Guadalupe, Marigalante, La Deseada, Los Santos, parte norte de la isla de San Martín, la isla de Martinica, las islas de San Pedro y Miquelón y la Guayana Francesa.
Los francos coloniales circularon hasta 1848, cuando volvieron a usarse los francos franceses en Martinica hasta que en 1855 se comenzaría a emitir papel moneda propia del franco martinicano, mientras se seguían usando las monedas francesas hasta 1897, cuando Martinica comenzó a acuñar moneda propia.
Posteriormente fueron emitidos billetes para el conjunto de Martinica, Guayana Francesa y Guadalupe con dependencias que sería llamando franco de las Antillas Francesas desde 1961, pero a falta de acuñación de monedas propias volvieron a utilizar las del franco francés y desde 1975 además sus billetes hasta 2002, cuando todos adoptaron el euro.

## Monedas
En los años 1897 y 1922 se han emitido monedas con las denominaciones de cincuenta céntimos y un franco, ambas en cuproníquel. En el cuadro subsiguiente se detallan cada una: 
| Imagen | Denominación | Emisión | Material     | Forma    |
| ------ | ------------ | ------- | ------------ | -------- |
|        | 50 céntimos  | 1897    | Cupro-Níquel | Circular |
|        | 1 Franco     | 1897    | Cupro-Níquel | Circular |

## Billetes
En 1855, el Tesoro Colonial presentó bonos de caja en valores de 1 y 5 francos, seguido por denominaciones de 2 y 10 francos en 1884.
En 1874, el Banco de la Martinica introdujo billetes de 5 francos, seguidos por otros de 100 y 500 francos en 1905, luego se introdujeron de 1 y 2 de francos en 1915, y por último billetes de 25 francos en 1922. Entre 1942 y 1945, una última serie de billetes fue emitida por el Banco de Martinica en denominaciones de 5, 25, 100 y 1.000 francos.
En 1944, la Caja Central de la Francia Libre imprime billetes de 1.000 francos. El mismo año, la Caja Central de la Francia de ultramar introdujo billetes de 10, 20, 100 y 1.000 francos. En 1947, una nueva serie de billetes se introdujo en denominaciones de 5, 10, 20, 50, 100, 500, 1.000 y 5.000 francos. Estos billetes poseían el mismo diseño que los emitidos para Guayana francesa y Guadalupe.
En 1961, los billetes de 100, 500, 1000 y 5000 francos fueron sobreimpresos con sus valores en nuevos francos: 1, 5, 10 y 50 nuevos francos. El mismo año, una nueva serie de billetes se introdujo con los nombres de Guadalupe, Guayana Francesa y Martinica en ellos. En 1963, el Institut d'emisión des départements d'outre-mer (Instituto de Emisiones de los Departamentos de Ultramar) se hizo cargo de la producción de papel moneda en los tres departamentos, emitiendo billetes de 10 y 50 nuevos francos. Estos fueron seguidos en 1964 por una nueva serie de papel dinero con valores de 5, 10, 50 y 100 francos, quitando de los billetes la frase nuevos francos.